# Комарова Марина Сергіївна
Марина Сергіївна Комарова 4 січня 1989, Херсон — українська письменниця, культурна діячка.
Також відома під псевдонімом Сворн Турайсеген.

## Біографія
Народилась в Україні, в місті Херсон. Закінчила з червоним дипломом Херсонський морський коледж зі спеціальності «Кораблі та океанотехніка». По тому продовжила навчання в Національному університеті кораблебудування за тією ж спеціальністю.
Писати почала ще зі шкільних років.
У 2014 році в журналі «Ступені» вийшло оповідання «Морочь», а у журналі «Тайни та загадки» — оповідання «Моя сестра — Смерть».
У 2015 році роман «Ворог повелителя штормів» (авторська назва «Єнгангер не дихає») увійшов до короткого списку премії «Рукопис року». А у серпні 2016 цей роман було надруковано видавництвом «АСТ».
Марина Комарова була організатором конкурсів оповідань на сайті «Майстерня письменників».

## Твори
Марина Комарова є автором 17 книг і десятків оповідань.